# Sucinoptinus sucini
Sucinoptinus sucini là một loài bọ cánh cứng trong họ Ptinidae. Loài này được Bellés & Vitali miêu tả khoa học năm 2007.